# Maria Montessori
Maria Tecla Artemisia Montessori, italijanska zdravnica, učiteljica, filozofinja in dobrodelnica, * 31. avgust 1870, † 6. maj 1952. 
Najbolj pa je prepoznavna po svoji Montessori metodi poučevanja otrok od rojstva do mladostništva. Njena metoda se še dandanes uveljavlja v šolah po vsem svetu. 

## Življenje in delo
Rodila se je 31. 8. 1870 v Italiji. Že v zgodnjem otroštvu sta se pri njej izoblikovala občutek za dolžnost in gospodovalna narava. Tri leta po njenem rojstvu se je družina preselila v Rim, kjer je Maria dokončala eno od javnih osnovnih šol. Njeno zanimanje za matematiko je družino prepričalo, da so jo vpisali na srednjo šolo za dečke. Pozneje je njena močna želja po študiju medicine povzročila hud razkol med njo in očetom, saj se do takrat še nobena ženska v Italiji ni odločila za študij medicine. 
Leta 1896 je diplomirala in odšla na feministično zborovanje v Berlin, kjer je imela odličen govor. Leto pozneje je postala asistentka na Psihiatrični kliniki Univerze v Rimu. Istega leta je imela tudi zelo odmeven nastop na Pedagoškem kongresu v Torinu. Kmalu je odprla lastno zasebno kirurško prakso in bila 2 leti ravnateljica šole za duševno prizadete otroke v Rimu. Posvečala se je študiju problemov psihično zaostalih t. i. retardiranih otrok. Imela je tudi nezakonskega sina. Dolgo časa ga je skrivala pod pretvezo, da je njen nečak. Po rojstvu otroka se je spet posvetila študiju, kjer je proučevala metode poučevanja, zanimala pa sta jo tudi higiena in psihologija. Pri svojem delu je bila iz dneva v dan v stiku z otroki in opazovala stanje v javnih šolah, ki je bilo takrat obupno. Tudi to jo je vzpodbudilo, da se je začela ukvarjati z otroki in njihovo vzgojo.
V šolah so otroke bolj urili kot vzgajali. Učenje je bilo predstavljeno kot učenje dejstev na pamet in recitiranje naučenega učitelju. Maria je bila vedno bolj mnenja, da »otrok ne smemo siliti k učenju, oni se namreč želijo učiti, če jim le ponudimo primerne pripomočke in omogočimo ustrezne izkušnje«, primerne stopnji razvoja in starosti otrok.
Leta 1907 je ustanovila prvo Otroško hišo − Casa dei Bambini, kot je sama poimenovala novo izobraževalno in predvsem vzgojno ustanovo, katere glas se je pozneje hitro razširil po vsej Evropi, Ameriki in tudi Indiji. Hiša je stala v San Lorenzu, predmestju Rima, kjer so živeli predvsem otroci na skrajnem robu preživetja, nekultivirani in prepuščeni samim sebi. 
Pri delu z otroki s posebnimi potrebami v zavodih je razvila tako imenovane čutne pripomočke, s katerimi so se otroci učili prek vseh čutov. Prvi je takšne pripomočke razvil Seguin, Montessorijeva pa jih je natančno izpopolnila. Razvila je poučevanje z matematičnimi in geometrijskimi oblikami, nenavadnimi vonji ter tipanjem grobih in nežnih površin. Tako je razvila svoj lasten vzgojni koncept.

## Vzgojni koncept Marie Montessori
Metoda Montessori je nastala iz opazovanja otrok. Spontano početje otrok jo je pripeljalo do novih spoznanj o otroškem vedenju in učenju. Ugotovila je, da otroci čutijo potrebo po ponavljanju, saj jim daje občutek varnosti. Otrok v šoli Montessori ima potrebo po redu in čistoči, saj predmet, ki ga je uporabljal, lepo pospravi na svoje mesto na polici. V učilnici torej vladata red in mir. 
»Pomagaj mi, da naredim sam« je glavni in vodilni motiv pedagogike Montessori. Otrok lahko svobodno izbere material, sam popravlja svoje napake in si izbira mesto za delo. Učenci se svobodno odločajo, kaj želijo početi, svojo svobodo pa uresničujejo z neprestanim trudom. 
Lahko si položi preprogo na tla in dela na njej. Ta nadomesti mizo in stol. Prostor, v katerem dela, je omejen zaradi spoštovanja zasebnosti.
Otroci za delo potrebujejo čas. Postopno spoznajo, da je delo čudovita stvar. Pomagajo tudi pri pripravljanju in strežbi kosila ali skrbi za rože in domače živali ter tudi za predmete, ki se lahko razbijejo. 
Osnova procesa učenja in bistvo njene metode so čutni pripomočki. Z njimi otrok razvija in pridobiva izkušnje z vsemi čuti (dotik, vid, sluh, voh, okus). Deluje z rokami in razumom in gradi svoje znanje prek napak in poskusov. S tem omogoča kontrolo napak in samovzgojo. Material je narejen tako, da otrok ne potrebuje prisotnosti ali posredovanja učitelja. Primer materiala je »zbirka valjev različnih dimenzij, ki jih je moč vtakniti v ravno pravšnjo luknjo na posebni deski«.
»Otrok prične raziskovati okolico z gibanjem, zato mu moramo omogočiti motorično aktivnost s primernimi vajami. Temeljne opore pri njegovem samostojnem delu so torej okolje, učitelj, ki to okolje pripravi, in razvojni material«. 

### Okolje
Okolje spreminja otroka, zato mora biti takšno, da v njem lahko otrok čim bolje razvija svoje funkcije. Družina je prvi in najpomembnejši dejavnik pri vzpostavljanju okolja. Okolje pomaga otroku, da začne samostojno oblikovati svoj duševni svet, da razvija koncentracijo, medtem ko opravlja delo po svoji izbiri. Vsa oprema je prilagojena otrokom, tako da jim je vse na dosegu roke. Idealna učilnica ima na stenah dovolj nizko nameščene table ter nizke omarice in police.

### Učitelj
Učitelj pripravlja okolje in ne posreduje znanja otrokom na frontalen način. Je pasiven in s tem otroka osvobaja zaprek. Starši in učitelji mu ne smejo vsiljevati svojih mišljenj, saj bi s tem zavirali otrokov razvoj. Otrok je aktiven v raziskovanju sveta, učitelj pa je njegov vodič. »Učiteljeva funkcija je, da omogoča odnos med otrokom in razporeditvijo v okolju, da pospešuje interakcijo med otrokom in materialom«. Učitelj ima nalogo, da vsakemu otroku pomaga pri razvojnem projektu in ga pripelje k neodvisnosti. 

### Material Montessori
Material Montessori daje otroku osnovo za red in prek njega otroci spoznavajo odnose in zakone, ki so prisotni v življenju. Ves material je narejen iz naravnih snovi in z določenim namenom. Obstaja samo ena vrsta enega materiala. Tako se otroci naučijo čakati, da pridejo do želenega materiala. Material Montessori se deli na pet osnovnih področij:
- Material za praktično življenje mora biti prilagojen velikosti otrok. Vaje se delijo na tri področja: skrb za samega sebe (čiščenje čevljev, oblačenje, umivanje rok …), skrb za okolico (delo na vrtu, pranje perila, pranje posode, brisanje prahu, čiščenje oken …) in vaje, povezane z življenjem v skupnosti (pozdraviti goste, naliti pijačo …). Otroci se naučijo ustvarjalnosti, koncentracije, koordinacije in samostojnosti.
- Material za občutek vključuje veliko možnosti igre. Otrok spozna določene lastnosti predmeta: barvo, obliko, velikost, težo in površino. Ta izkušnja, ki prihaja prek čutil, vodi otroke do materializirane abstrakcije. Otrok doseže notranji red preko jasnih in urejenih pojmov. Razvija se sposobnost raziskovanja in spoznavanja zakonitosti. Otrok sam odkriva in izvaja poskuse. Primer: otrok postavlja vedno manjše kocke eno na drugo.
- Material za matematiko. Otroci so prek praktičnih vaj za življenje že pripravljeni za delo z materialom za matematiko. Zelo znan je material Zlate kroglice. Z njihovo pomočjo otrok spoznava desetiški sestav.
- Material za jezik je usklajen z materialom za občutek. Najbolj poznane so črke iz grobega, hrapavega papirja, nalepljene na lesene ploščice. Otrok z občutljivimi konicami prstov tipa in kinestetično doživlja obliko črk. Tako nekateri otroci znajo zapisati črke, čeprav jih še ne poznajo.
- Material za prostorsko vzgojo. Z njim naj bi otroci vzpostavili stik s svetom. Otrok odkriva odnos znotraj zemljepisa, geologije, kemije, biologije, fizike, astronomije itd. Otroku je treba omogočiti razumevanje temeljnih znanj o prostoru. Primer je globus, na katerem lahko otroci otipajo oceane in zemljo.

Poleg petih osnovnih področij je Maria Montessori razvila tudi vaje za ravnotežje. Na tleh je označila črte, po katerih so otroci hodili. Vaja se stopnjuje, ko otroci dobijo v roke kozarec z vodo ali pladenj s predmeti.
Zelo pomembne so tudi vaje za gibanje. Otroci imajo potrebo po gibanju. Če opazujemo otroke, lahko vidimo, da se razum razvija prek gibanja, saj sta inteligenca in gibanje močno povezana. Premikajoče mišice prenašajo informacijo v možgane. To je tisto učenje, ki za seboj pušča sled. Rezultati učenja, ki se odvijajo s pomočjo mišic, se ne pozabijo. Primer je vožnja s kolesom.

## Kritike Montessorijeve
Najbolj so ji očitali, da »je omejila in preprečevala spontano otrokovo igro, saj ni priznavala vsakdanjih igrač, ki bi spodbudile otrokovo spontano igro, temveč le didaktični material«. Urjenja otrokovih sposobnosti ni vključevala v igro. Otrok ni navajala na kolektivno življenje. Zanemarjala pa je tudi skupne aktivnosti, saj so otroci delali individualno. »Nepoznavanje otrokove duševnosti ter njena racionalistična in neposredno utilitaristična miselnost se je kazala tudi v odklanjanju in omejevanju otrokove domišljije, ki je v predšolskem obdobju bujno razvita. To odklanjanje je šlo tako daleč, da je zavirala otrokovo spontano igro, ki je polna bujnih domislic, fantazije in nenadnih preobratov. Odklanjala pa je tudi pravljice, ki spodbujajo razvoj otrokove domišljije. Igre in pravljice pa so tipičen element v dejavnosti in doživljanju malega otroka«.

## Marijina zapuščina
Maria je po svoji smrti za seboj zapustila mnogo novih dognanj o vzgoji otrok: 
- otroci imajo svoj svet, v katerem imajo pravico živeti, pri tem pa je treba spoštovati njihovo videnje sveta;
- boljše razumevanje tega, kako se otroci učijo (sproščeno, veselo ozračje) in kako si sami svobodno odmerjajo svojo dejavnost;
- nujnost vzgojnih igric, pohištva po meri otrok, učenja z raziskovanjem in odkrivanjem.